# Dongfeng Fengon E3
Dongfeng Fengon E3 — компактный кроссовер, выпускаемый с 2019 года суббрендом Dongfeng Fengguang/Fengon китайской компании DFSK Motor.
Изначально с 2019 года появился как электромобиль Fengon E3 EV, через полгода добавилась версия «гибрид» Fengon E3 EVR, с 2020 года также выпускается версия только с бензиновым двигателем — Fengon 500.
На экспортных рынках электроверсия продается под названиями Seres 3 в Европе и DFSK Glory E3 в Азии, бензиновая в Азии как DFSK Glory 500.
В России с ноября 2022 года электроверсия собирается компанией «Моторинвест» как Evolute i-Joy.

## Fengon E3 EV
Модель была представлена на Автосалоне в Шанхае весной 2019 года.
Создана на базе выпускающегося с 2018 года кроссовера Fengon ix5, но с укороченной колёсной базой, и полностью другим кузовом и дизайном.
Оснащена трехфазным асинхронным электродвигателем мощностью 120 кВт (163 л. с.) с крутящим моментом 300 Н·м в сочетании с литий-фторопластовой батареей емкостью 53 кВт*ч с, запас хода по циклу NEDC — 405 км, полная зарядка батареи занимает около 8 часов. Разгон 0-100 км/ч за 9,9 сек., максимальная скорость 155 км/ч.

### Продажи
На внутреннем рынке Китая цена модели в диапазоне 129 800—149 800 юаней.
Под названием Dfsk Glory E3 продаётся на рынках Азии (Филиппины, Индонезия) и Латинской Америки (Чили).
Под названием Seres 3 продаётся в Европе (Германия, Италия и Испания, Норвегия и Нидерланды, Польша). Цены начинаются от  36 990 евро.
В ноябре 2022 года в России сборка модели как Evolute i-Joy начата предприятием «Моторинвест», однако, при продажи оказалась провальными, в январе 2025 года цена рухнула на 30,5%, что эквивалентно 1,22 млн рублей и после удешевления модель стала стоить 2,775 млн рублей.

## Fengon E3 EVR
Через полгода после дебюта E3, в сентябре 2019 года на Автосалоне в Чэнду был представлен «гибридный» вариант под названием Fengon E3 EVR, визуально не отличается от E3..
Силовая установка кроме электродвигателя как на основной модели дополнена так называемым расширителем диапазона — 1,5-литровым бензиновым двигателем мощностью 50 кВт, который не приводя в движение колеса работает как генератор для подзарядки литий-ионного аккумулятора меньшей чем на основной модели ёмкостью — 17,28 кВт*ч. Запас хода в полностью электрическом режиме составляет 100 км, в то время как в гибридном режиме запас хода составляет 950 км.
«Гибридная» версия продаётся только на внутреннем рынке Китая, при этом стоит дороже электроверсии — в 139 800—159 800 юаней.

## Fengon 500
В ноябре 2020 года под названием Fengon 500 была представлена версия модели с классическим двигателем внутреннего сгорания.
Внешне от электроверсии и «гибрида» отличается лишь более крупной решёткой радиатора, заходящей на бампер, и другим передним бампером.
Оснащается бензиновым двигателем объемом 1,5 литра мощностью 116 л. с. работающим в сочетании с 5-ступенчатой механической коробкой передач или вариатором производства Punch Powertrain.
В 2021 году под названием DFSK Glory 500 начались экспортные продажи автомобиля, в основном в регионы Восточной Азии, Ближнего Востока и Латинской Америки. На рынке Европы версия не представлена, хотя в 2021 году один из автодилеров Германии предлагал автомобиль за 15 995 евро.

## Галерея
Fengon E3 EV / Series 3 / DFSK Glory E3 / Evolute i-Joy

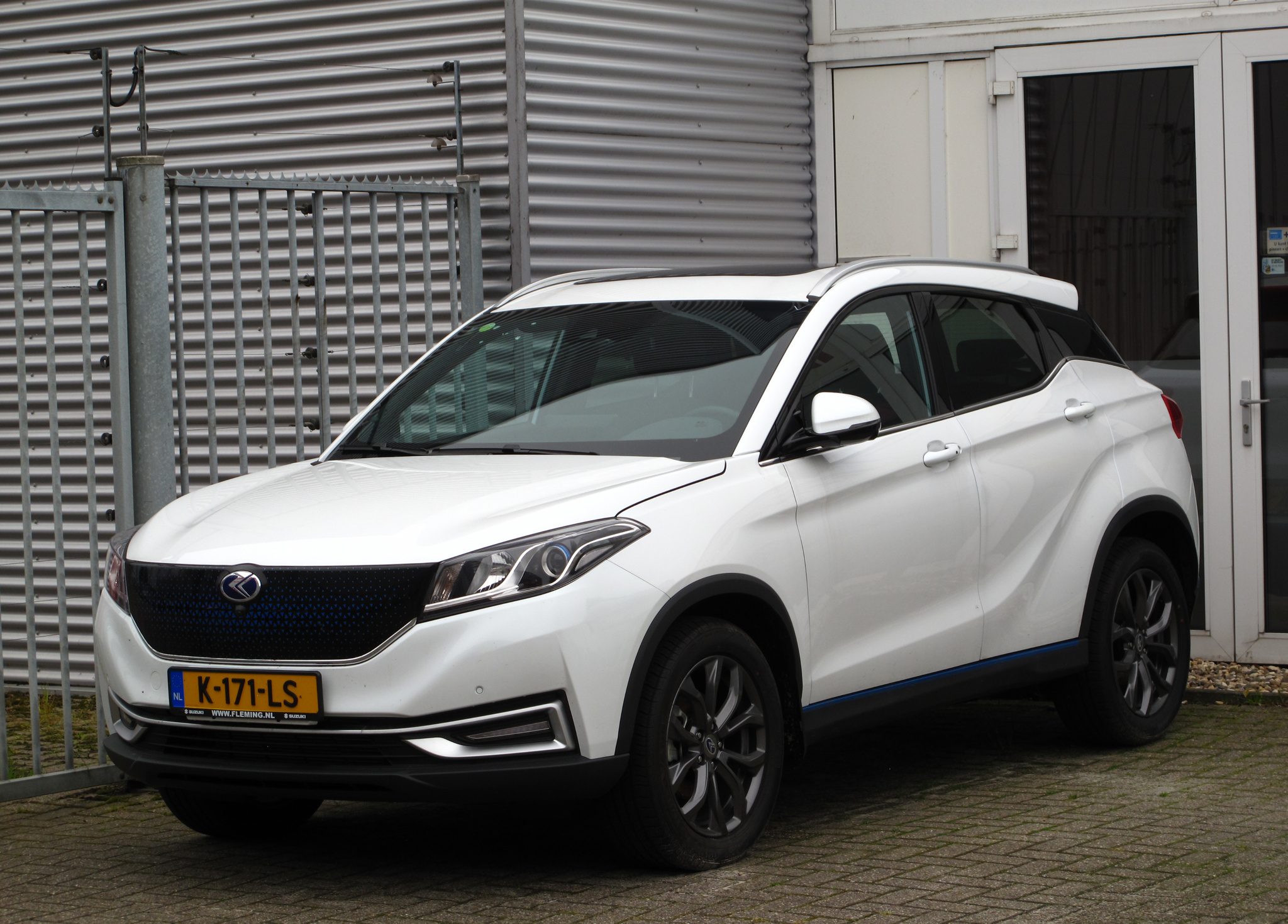
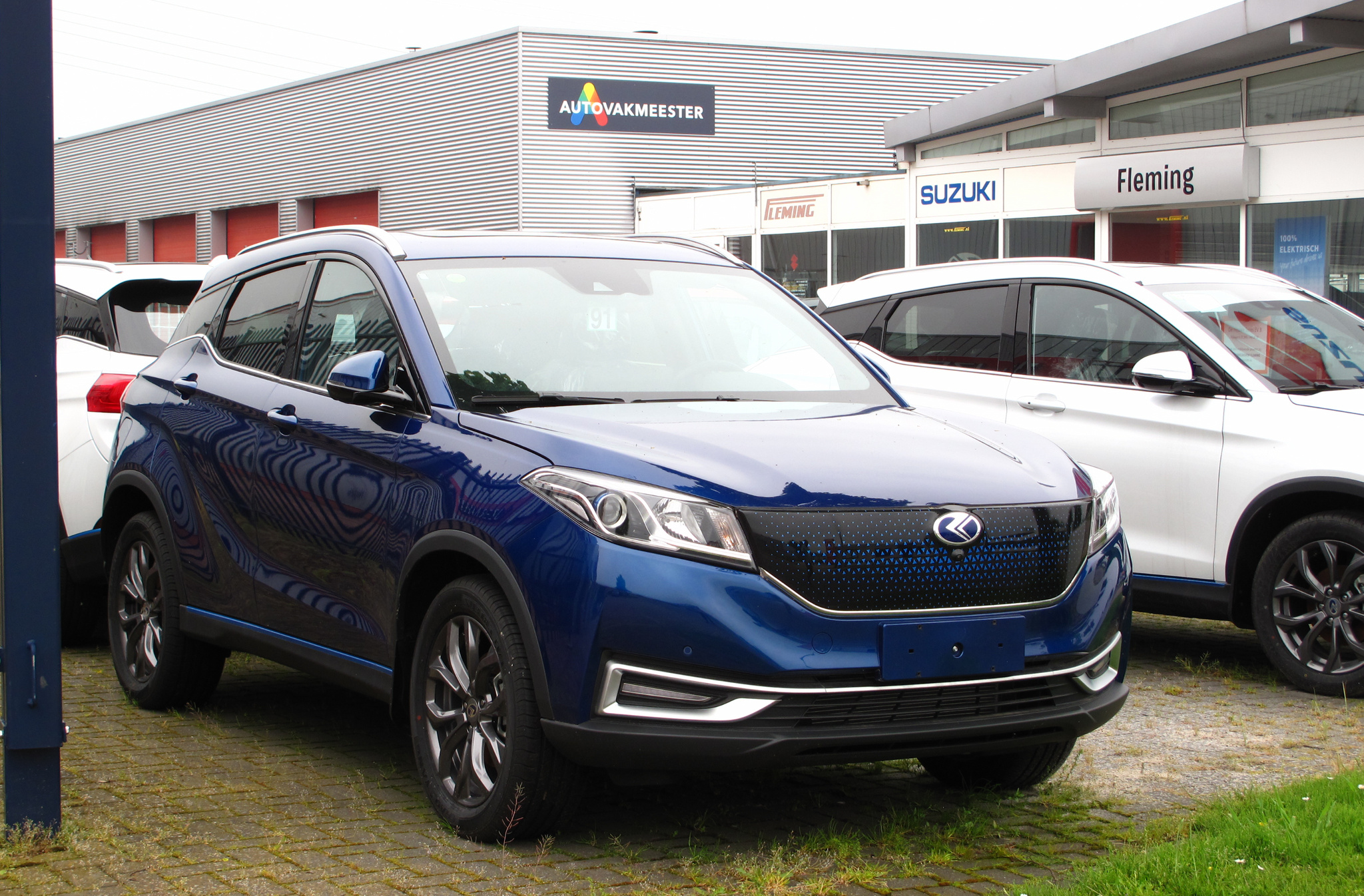
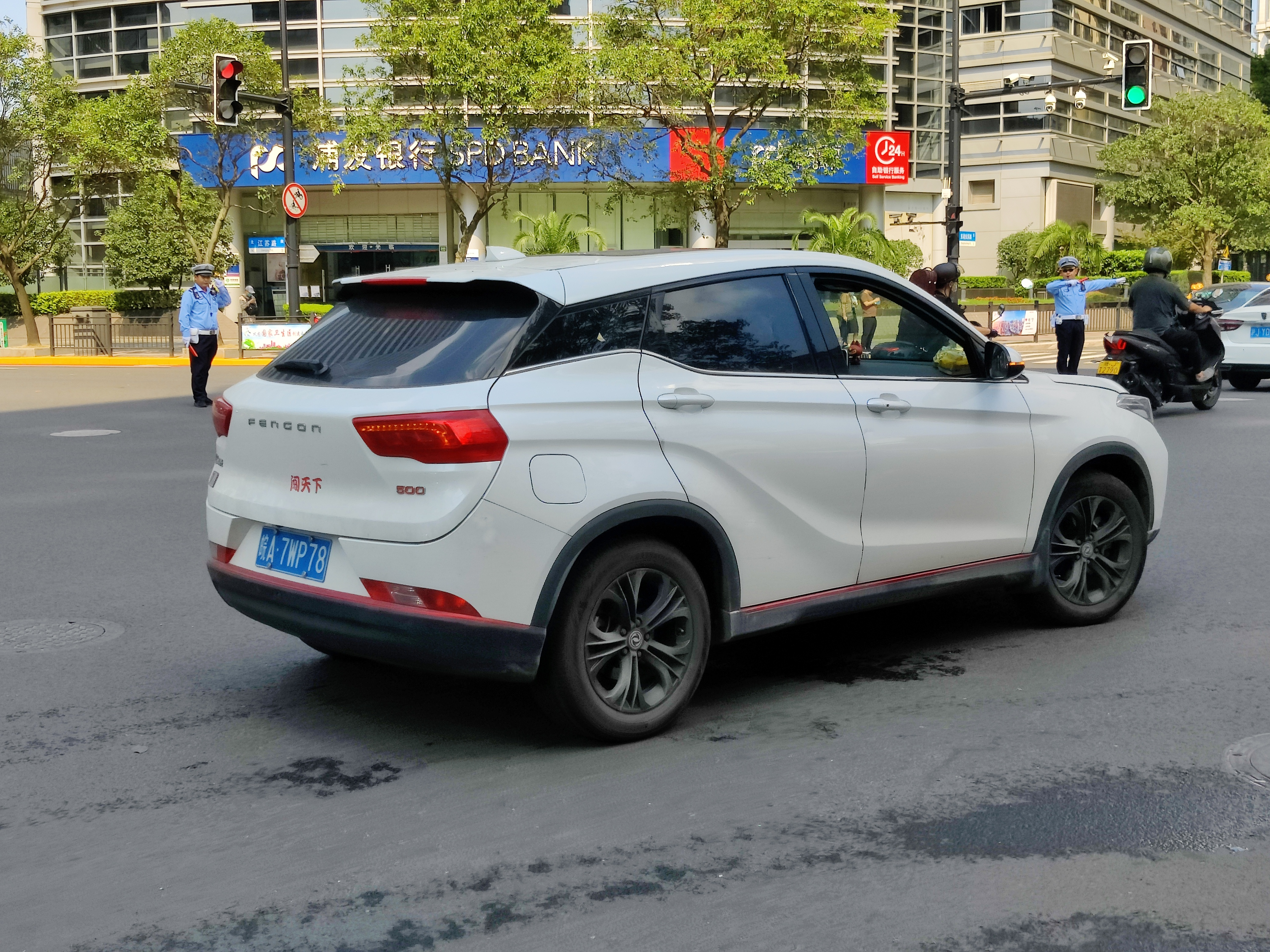

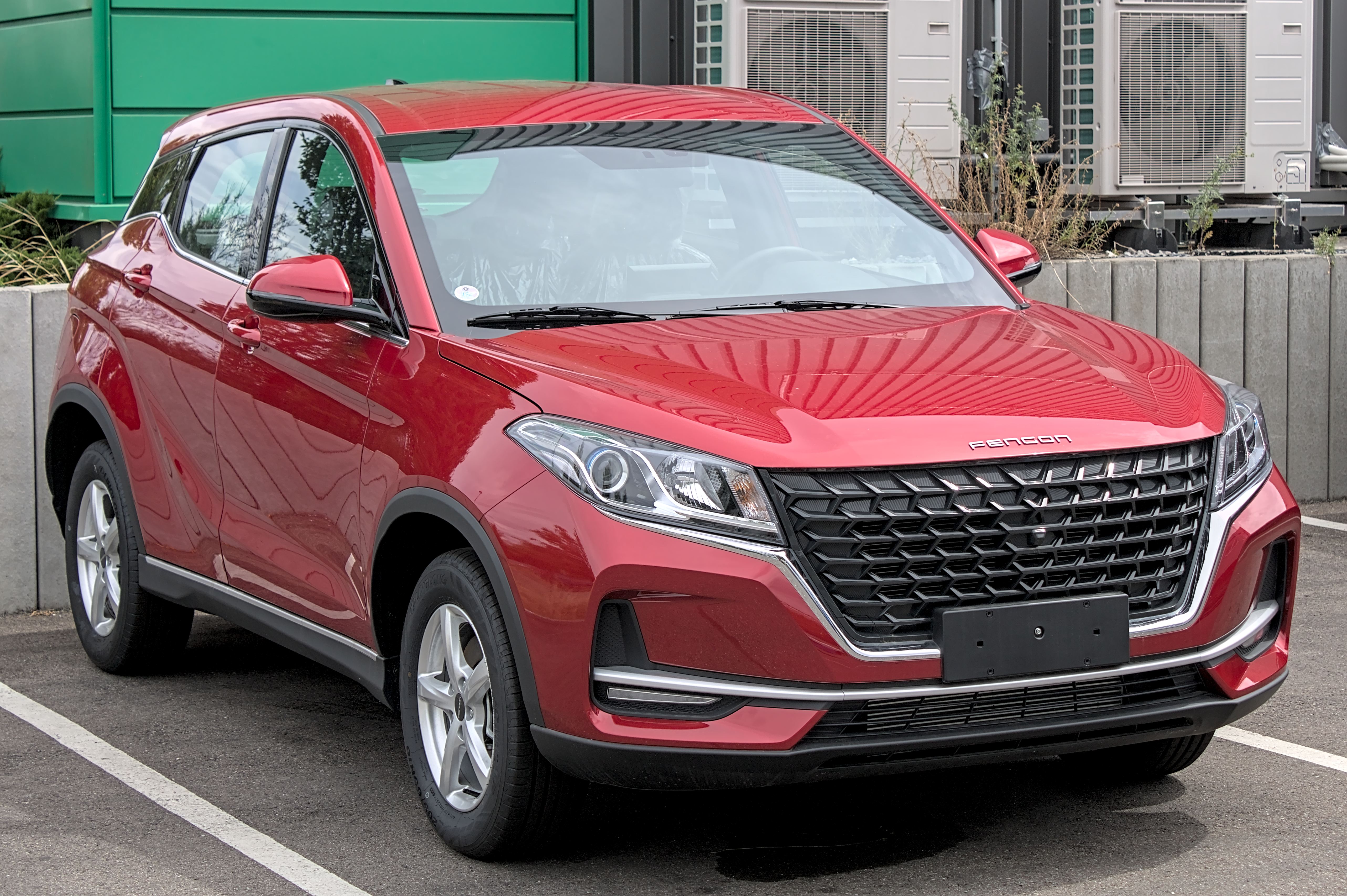
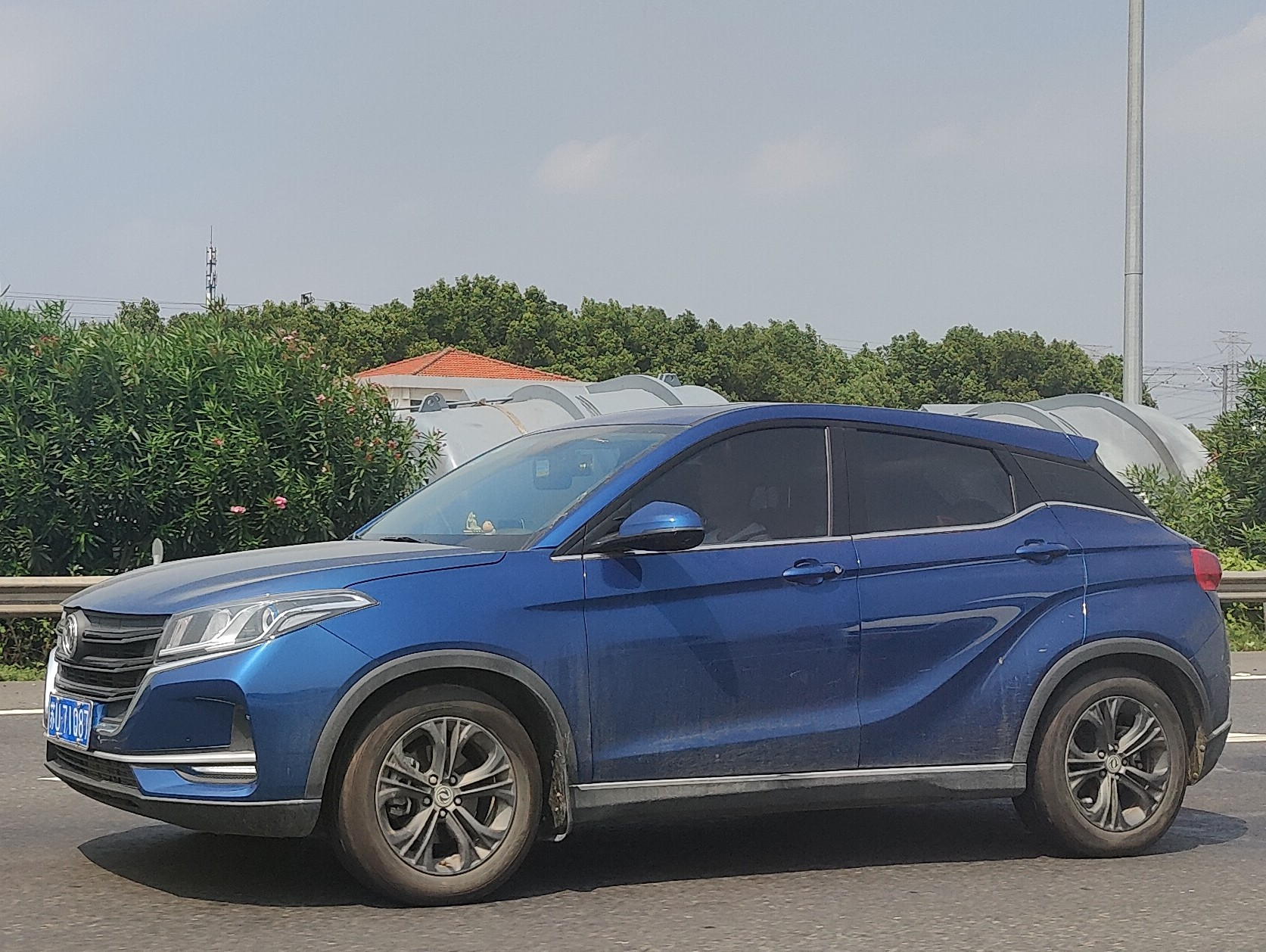
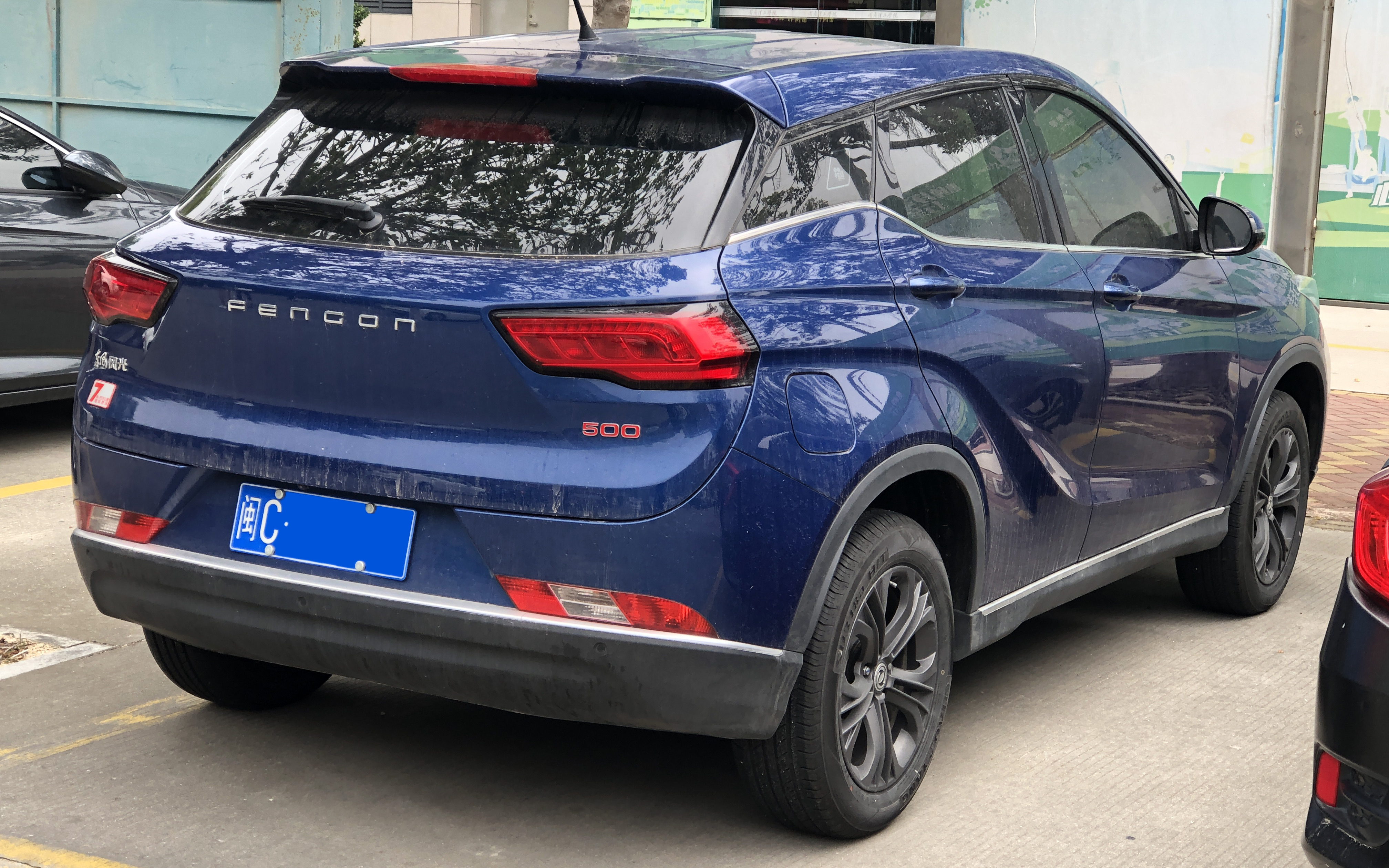

Fengon 500 / DFSK Glory 500